# 756
756（七百五十六、ななひゃくごじゅうろく）は自然数、また整数において、755の次で757の前の数である。

## 性質
- 756は合成数であり、約数は1, 2, 3, 4, 6, 7, 9, 12, 14, 18, 21, 27, 28, 36, 42, 54, 63, 84, 108, 126, 189, 252, 378, 756である。
  - 約数の和は2240。
  - 184番目の過剰数である。1つ前は750、次は760。
- 756 = 27 × 28
  - 27番目の矩形数である。1つ前は702、次は812。
  - 完全数28の倍数である。1つ前は728、次は784。(オンライン整数列大辞典の数列 A135628)
- 756 = 271 + 272 = 282 − 281
  - 27の自然数乗の和とみたとき1つ前は27、次は20439。
- 756 = 2 + 4 + 6 + 8 + 10 + 12 + 14 + 16 + 18 + 20 + … + 44 + 46 + 48 + 50 + 52 + 54
- 175番目のハーシャッド数である。1つ前は738、次は770。
  - 18を基とする14番目のハーシャッド数である。1つ前は738、次は774。
  - ハーシャッド数となる割った商がまたハーシャッド数になる34番目の数である。1つ前は648、次は864。
例：756 ÷ (7 + 5 + 6) = 42 → 42 ÷ (4 + 2) = 7 → 7 ÷ 7 = 1
- 756 = 22 × 33 × 7
  - 3つの異なる素因数の積で p 3 × q 2 × r の形で表せる5番目の数である。1つ前は600、次は792。(オンライン整数列大辞典の数列 A163569)
- 6つの連続する素数の和で表せる29番目の数である。1つ前は724、次は796。
756 = 109 + 113 + 127 + 131 + 137 + 139
- 756 = 42 + 82 + 262 = 42 + 162 + 222 = 62 + 122 + 242 = 102 + 162 + 202
  - 3つの平方数の和4通りで表せる83番目の数である。1つ前は754、次は765。（オンライン整数列大辞典の数列 A025324）
  - 異なる3つの平方数の和4通りで表せる69番目の数である。1つ前は754、次は765。（オンライン整数列大辞典の数列 A025342）
- 756 = 93 + 33
  - 2つの正の数の立方数の和で表せる37番目の数である。1つ前は737、次は793。（オンライン整数列大辞典の数列 A003325）
  - 異なる2つの正の数の立方数の和で表せる30番目の数である。1つ前は737、次は793。（オンライン整数列大辞典の数列 A024670）
  - n = 3 のときの 9n + 3n = 32n + 3n = 3n(3n + 1) の値とみたとき1つ前は90、次は6642。（オンライン整数列大辞典の数列 A074610）
- 756 = 13 + 33 + 63 + 83
  - 4つの正の数の立方数の和で表せる207番目の数である。1つ前は753、次は758。（オンライン整数列大辞典の数列 A003327）
  - 異なる正の数の4つの立方数の和1通りで表せる47番目の数である。1つ前は748、次は763。（オンライン整数列大辞典の数列 A025408）
- 756 = 13 − 23 + 33 − 43 + 53 − 63 + 73 − 83 + 93 − 103 + 113
  - n = 11 のときの |13 − 23 + … + (−1)n + 1n 3| の値とみたとき1つ前は575、次は972。(ただし| |は絶対値記号)(オンライン整数列大辞典の数列 A011934)
  - 正の数の値とみたとき1つ前は425、次は1225。
- n = 7 のときの n と 8n を並べてできる数である。1つ前は648、次は864。(オンライン整数列大辞典の数列 A009470)
- 756 = 6! + 62
  - n = 6 のときの n! + n 2 の値とみたとき1つ前は145、次は5089。(オンライン整数列大辞典の数列 A004664)
- 桁で並べ替えをすると連続自然数になる56番目の数である。1つ前は687、次は765。(オンライン整数列大辞典の数列 A288528)
  - 連続整数からなる62番目の数である。1つ前は687、次は765。(オンライン整数列大辞典の数列 A215014)
- 756 = 302 − 144
  - n = 30 のときの n 2 − 122 の値とみたとき1つ前は697、次は817。(オンライン整数列大辞典の数列 A132766)
- 約数の和が756になる数は8個ある。(340, 352, 410, 428, 442, 502, 689, 697) 約数の和8個で表せる4番目の数である。1つ前は672、次は840。
- 各位の和が18になる32番目の数である。1つ前は747、次は765。

## その他 756 に関連すること
- 1977年9月3日に王貞治（巨人）が後楽園球場での対ヤクルト戦で通算756本目の本塁打を打ち、ハンク・アーロンの記録を抜き通算本塁打数の世界記録を樹立した。
- ISO 3166-1（JIS X 0304）の国名コード756は、スイス。
- NHKラジオ第1放送熊本の周波数は756kHz。
- スクラントン (USS Scranton, SSN-756) は、アメリカ海軍のロサンゼルス級原子力潜水艦。